# Festi Bikutsi
Le Festival International des Musiques Bantoues, Festi Bikutsi, est un événement musical créé au Cameroun en 1995. C'est une rencontre musicale annuelle consacrée principalement au Bikutsi et autres rythmes des régions du Centre et du Sud Cameroun. Les meilleurs artistes sont récompensés chaque année au terme du festival dans différentes catégories. Festi Bikutsi récompense aussi les artistes qui se sont démarqués au cours de l'année. La dernière édition du festival s'est tenu à Yaoundé en Novembre 2016.

## Organisation et Déroulement

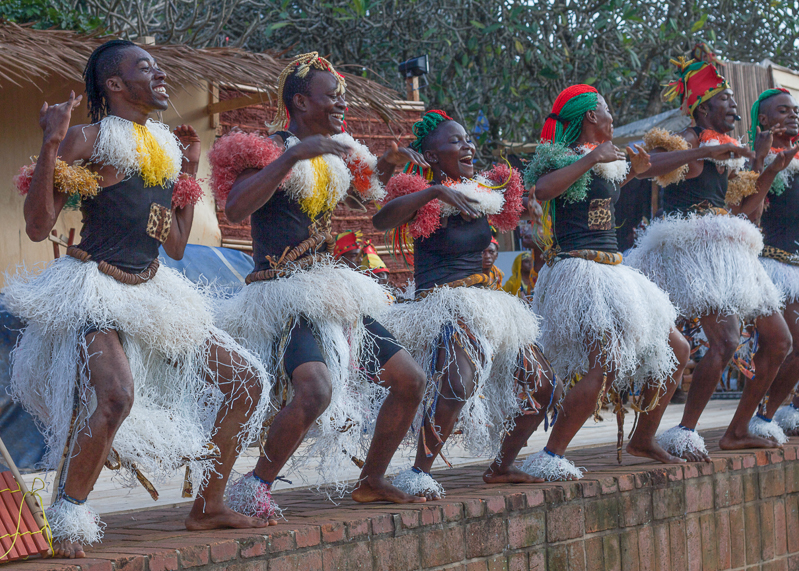
Groupe de danseurs de Bikutsi

Le Festi Bikutsi se tient chaque année dans la ville de Yaoundé. Le Village du Festival est établi au Camp Eneo à Essos.

## Les Récompenses
Les principales distinctions décernées au Festi Bikutsi sont:
- Le prix du Meilleur artiste Féminin
- Le prix Découverte décerné à un jeune artiste ou un groupe qui s’est distingué au cours du festival
- Le prix de l'Artiste de l’année
- Le prix Diaspora attribué au meilleur artiste de Bikutsi vivant hors du Cameroun
- Le prix du Spectacle
- Le prix du Meilleur Promoteur culturel
- Le prix du public

## Éditions

### Première édition
La première édition du Festi bikutsi s’est tenue en 1995 dans les villes de Douala et Yaoundé et avait connu la participation de près d’une cinquantaine d’artistes sur des scènes. 

### 2010
La douzième édition du Festi Bikutsi s'est tenu du 8 au 13 Novembre 2010.

### 2013
La quinzième édition du Festi-Bikutsi s'est tenu du 04 au 10 novembre 2013.

### 2014
L’édition 2014 du Festi Bikutsi s'est déroulée du 3 au 14 novembre 2014. Le festival cette année a été lancé au camp Artistique de Lada II à Nkoabang.

### 2015
La dix-septième édition du Festi Bikutsi s'est tenu du 16 au 21 novembre 2015  et a connu la participation du célèbre chanteur sénégalais Ismaelo.

### 2016
La dix-huitième édition du Festi Bikutsi s'est tenu du 21 au 26 novembre 2016, au Camp Eneo à Essos à Yaoundé.

## Les lauréats

### 2017
Meilleur Bikutsi de l’année : Pacha Solo
Meilleur bikutsi féminin : Coco Argentée
Meilleure expression patrimoniale : Balafon star
Prix spécial du jury : Digy le Bantou
Prix Découvertes : Manu Kristal
Prix du public : Majoie Ayi
Prix du spectacle : Taty Eyong
Meilleur promoteur culturel : Martin Mfomo
Prix de la Diaspora : Barbara Clémence